# Jean-Christophe Ravier
Jean-Christophe Ravier (Avignon, 10 april 1979) is een Frans autocoureur.

## Carrière
Ravier begon zijn autosportcarrière in het karting in 1993, waarin hij tot 1996 actief bleef. In zijn laatste seizoen werd hij wereldkampioen in de Formule A. In 1997 maakte hij de overstap naar het formuleracing, waarbij hij uitkwam in de Franse Formule Ford. In 1998 werd hij voor het team Graff Racing kampioen in deze klasse met elf overwinningen. In 1999 maakte hij zijn Formule 3-debuut in het Franse Formule 3-kampioenschap, waarbij hij bij Graff Racing bleef rijden. Hij werd met elf overwinningen kampioen in de B-klasse en mocht hierdoor ook twee races rijden in het hoofdkampioenschap.
In 2000 maakte Ravier de overstap naar de Open Telefónica by Nissan en kwam hierin opnieuw uit voor Graff Racing, dat een samenwerking was aangegaan met Barazi-Epsilon. Hij kende een goed debuutseizoen waarin hij vier podiumplaatsen behaalde en zesde werd in de eindstand met 101 punten.
In 2001 had Ravier geen vast racezitje, maar nam hij deel aan enkele races in de Open Telefónica by Nissan, de Franse Formule Renault 2.0 en de Eurocup Formule Renault 2.0. In 2002 keerde hij fulltime terug in de Open Telefónica by Nissan, dat inmiddels de naam had veranderd naar World Series by Nissan, opnieuw voor het team Epsilon by Graff. Hij behaalde zijn eerste overwinning op het Circuito de Albacete en stond tijdens het seizoen nog twee keer op het podium, waarmee hij opnieuw zesde werd in de eindstand, nu met 81 punten.
In 2003 bleef Ravier rijden in de World Series by Nissan voor Epsilon by Graff. Dit jaar behaalde hij geen overwinningen, maar stond hij wel zes keer op het podium, waardoor hij zijn eindpositie verbeterde naar de vijfde plaats met 116 punten.
In 2004 reed Ravier opnieuw in de World Series by Nissan bij Epsilon by Graff. Op het Circuit Ricardo Tormo Valencia behaalde hij zijn tweede overwinning in het kampioenschap en gedurende het seizoen stond hij nog vier keer op het podium. Hij eindigde het seizoen achter Heikki Kovalainen, Tiago Monteiro en Enrique Bernoldi als vierde in het klassement met 120 punten.
In 2005 verliet Ravier het formuleracing, maar bleef wel actief binnen de World Series by Renault door zijn overstap naar de Eurocup Mégane Trophy, waarin hij uitkwam voor Epsilon Euskadi. Na vier raceweekenden, waarin zijn beste resultaten twee vierde plaatsen waren, verliet hij het kampioenschap en werd uiteindelijk veertiende in de eindstand met 26 punten. Hierna was de enige race die hij reed de 12 uur van Sebring in 2008 bij Barazi-Epsilon met Juan Barazi en Michael Vergers als teamgenoten; zij moesten de race na 88 ronden staken.